# Eva in Seide
Eva in Seide ist eine deutsche Stummfilmkomödie aus dem Jahre 1928 von Carl Boese mit Lissi Arna in der Titelrolle. Die Geschichte basiert auf dem Roman „Nuttchen“ von Ernst Klein.

## Handlung
Der junge Schriftsteller Dr. Erich Stiereß und die kleine Helene Hain begegnen sich unter ungewöhnlichen Umständen. Erich sieht Helene eines Abends vor einem Geschäft, das gebackenen Fisch verkauft, und muss erkennen, dass die junge Frau mit gierigen Augen und halb verhungert auf die Auslage stiert. Der Jungakademiker macht sich ein wenig Sorgen um Helene und nimmt sie, die offensichtlich obdachlos ist, zu sich nach Hause. Um die schwarzhaarige Unbekannte ein wenig aufzupäppeln veranstaltet der Autor eine Sammlung unter seinen Freunden, dem Pelzhändler Max Bing und dem Manager Fritz Jacobsthal, und gründet die Helene-Hain-G.m.b.H., die nur dazu dienen soll, dem Straßenmädchen fortan ein geordnetes Leben zu ermöglichen. 
Helene wird erst einmal ordentlich eingekleidet, bekommt etwas Schmuck angelegt und wird so in die mondäne Gesellschaft der Stadt eingeführt. Helene ist gar nicht so auf den Kopf gefallen, wie man anfänglich hätte glauben können, denn nun beginnt ihr sozialer Aufstieg in gesellschaftlich luftige Höhen. Sie wird erst begehrt, dann reich und schließlich sogar von einem echten Fürsten, Prinz Rudolf Rüdiger Ottersburg, hofiert und umgarnt. Erst spät aber nicht zu spät erkennt diese neue „Eva in Seide“, dass all diese materiellen Dinge ihr nichts bedeuten und ihr Herz trotz allem Glitzer um sie herum friert. Und so besinnt sich Helene eines Besseren, erinnert sich an denjenigen Mann, der sie einst von der Straße geholt und gerettet hatte und kehrt zu Erich, dem Mann, den sie wirklich liebt, zurück.  

## Produktionsnotizen
Eva in Seide entstand im National-Film-Atelier, passierte am 16. Juli 1928 die Filmzensur und wurde am 14. August desselben Jahres in Berlins Titania-Palast uraufgeführt. Die Länge des mit Jugendverbot belegten Achtakters betrug 3006 Meter. In Österreich lief der Film unter dem Titel Halbwelt macht Karriere.
Karl Machus entwarf die Filmbauten.

## Kritik
Im Kino-Journal hieß es knapp: “Lissi Arna findet reichlich Gelegenheit, ihr vielseitiges Können glänzend zu erweisen.”